# Allsvenskan de 1979
A Primeira Divisão do Campeonato Sueco de Futebol da temporada 1979, denominada oficialmente de Allsvenskan 1979, foi a 55º edição da principal divisão do futebol sueco. O campeão foi o Halmstads BK que conquistou seu 2º título na história da competição. 

## Classificação final
| Pos. | Equipe          | J  | V  | E  | D  | GP | GC | Pts | SG  |
| ---- | --------------- | -- | -- | -- | -- | -- | -- | --- | --- |
| 1    | Halmstads BK    | 26 | 12 | 12 | 2  | 38 | 21 | 36  | +17 |
| 2    | IFK Göteborg    | 26 | 13 | 9  | 4  | 44 | 24 | 35  | +20 |
| 3    | IF Elfsborg     | 26 | 14 | 5  | 7  | 35 | 24 | 33  | +11 |
| 4    | Malmö FF        | 26 | 12 | 8  | 6  | 30 | 24 | 32  | +6  |
| 5    | IFK Norrköping  | 26 | 11 | 9  | 6  | 44 | 28 | 31  | +16 |
| 6    | Hammarby IF     | 26 | 11 | 6  | 9  | 46 | 36 | 28  | +10 |
| 7    | Östers IF       | 26 | 9  | 10 | 7  | 32 | 28 | 28  | +4  |
| 8    | Kalmar FF       | 26 | 8  | 8  | 10 | 42 | 39 | 24  | +3  |
| 9    | IFK Sundsvall   | 26 | 8  | 7  | 11 | 31 | 41 | 23  | -10 |
| 10   | Djurgårdens IF  | 26 | 7  | 8  | 11 | 28 | 35 | 22  | -7  |
| 11   | Åtvidabergs FF  | 26 | 7  | 8  | 11 | 20 | 27 | 22  | -7  |
| 12   | Landskrona BoIS | 26 | 8  | 5  | 13 | 32 | 41 | 21  | -9  |
| 13   | AIK Fotboll     | 26 | 5  | 10 | 11 | 24 | 35 | 20  | -11 |
| 14   | IS Halmia       | 26 | 2  | 5  | 19 | 15 | 58 | 9   | -43 |

## Premiação
| Allsvenskan 1979                 |
| Sweden                           |
| -------------------------------- |
| HALMSTADS BK Campeão (2º título) |

## Artilharia
|    | Jogador          | Clube           | Gols |
| -- | ---------------- | --------------- | ---- |
| 1. | Mats Werner      | Hammarby IF     | 14   |
| 2. | Sonny Johansson  | Landskrona BoIS | 13   |
| 3. | Torbjörn Nilsson | IFK Göteborg    | 11   |
| 3. | Roland Sandberg  | Kalmar FF       | 11   |
| 3. | Pär-Olof Ohlsson | IFK Norrköping  | 11   |